# Weinberg-Winkel
Der Weinberg-Winkel, nach Steven Weinberg, oder elektroschwache Mischungswinkel {\displaystyle \theta _{\text{W}}} ist eine Größe in der Theorie der elektroschwachen Wechselwirkung, die dort in verschiedenen Zusammenhängen auftritt. Er ist eine der Größen, die im Standardmodell nicht vorhergesagt werden, sondern experimentell bestimmt werden müssen.
Der Kosinus des Weinberg-Winkels tritt als Quotient der Massen des W- und des Z-Bosons auf:
{\displaystyle \cos \theta _{\text{W}}={\frac {m_{W}}{m_{Z}}}}

## Hintergrund

### Lagrangedichte der elektroschwachen Wechselwirkung
In der elektroschwachen Wechselwirkung sind elektromagnetische und schwache Wechselwirkung vereinigt. Mathematisch wird sie durch eine Yang-Mills-Theorie beschrieben und die ihr zugrunde liegende Symmetriegruppe ist {\displaystyle SU(2)_{L}\times U(1)_{Y}}. Die Indices stehen dabei für "left" ("links") und die schwache Hyperladung {\displaystyle Y}. Die Dimension der {\displaystyle SU(2)} ist drei, die der {\displaystyle U(1)} eins, sodass es drei masselose Eichbosonen der {\displaystyle SU(2)} und eines der {\displaystyle U(1)} gibt. Die drei Bosonen heißen {\displaystyle W^{1,2,3}} und das der {\displaystyle U(1)} wird als {\displaystyle B} bezeichnet. Die Lagrangedichte dieses Modells lautet
{\displaystyle {\mathcal {L}}=-{\frac {1}{4}}F^{a\mu \nu }F_{\mu \nu }^{a}-{\frac {1}{4}}G^{\mu \nu }G_{\mu \nu }+{\bar {\psi }}_{L}\gamma _{\mu }D_{L}^{\mu }\psi _{L}+{\bar {\psi }}_{R}\gamma _{\mu }D_{R}^{\mu }\psi _{R}.}
Darin sind 
- {\displaystyle F^{a\mu \nu }=\partial ^{\mu }W^{a\nu }-\partial ^{\nu }W^{a\mu }+gf^{abc}W^{b\mu }W^{c\nu }} der Feldstärketensor der {\displaystyle SU(2)} mit
  - den Strukturkonstanten der {\displaystyle SU(2)} {\displaystyle f^{abc}} und
  - der Kopplungskonstante der {\displaystyle SU(2)} {\displaystyle g},
- {\displaystyle G^{\mu \nu }=\partial ^{\mu }B^{\nu }-\partial ^{\nu }B^{\mu }} der Feldstärketensor der {\displaystyle U(1)},
- {\displaystyle \psi _{L}={\tfrac {1-\gamma ^{5}}{2}}\psi } der linkshändige Anteil und {\displaystyle \psi _{R}={\tfrac {1+\gamma ^{5}}{2}}\psi } der rechtshändige Anteil des fermionischen Feldes {\displaystyle \psi },
- {\displaystyle \gamma ^{\mu }} die Dirac-Matrizen,
- {\displaystyle D_{L}^{\mu }=\partial ^{\mu }+\mathrm {i} gT^{a}W^{a\mu }+\mathrm {i} g'YB^{\mu }} die linkshändige kovariante Ableitung mit
  - den Generatoren der {\displaystyle SU(2)} {\displaystyle T^{a}}, die proportional zu den Pauli-Matrizen sind,
  - dem Generator der {\displaystyle U(1)} {\displaystyle Y}, der proportional zur Einheitsmatrix ist, und
  - der Kopplungskonstante der {\displaystyle U(1)} {\displaystyle g'} und
- {\displaystyle D_{R}^{\mu }=\partial ^{\mu }+\mathrm {i} g'YB^{\mu }} die rechtshändige kovariante Ableitung.

Die Lagrangedichte ist so konstruiert, dass sie invariant unter den Eichtransformationen 
{\displaystyle \psi _{L}\to \psi _{L}'=\exp(\mathrm {i} gT^{a}\alpha ^{a})\psi _{L}} und {\displaystyle \psi \to \psi '=\exp(\mathrm {i} g'Y\beta )\psi }
ist. Die Parameter {\displaystyle \alpha ^{a}} und {\displaystyle \beta } sind beliebige reelle Funktionen der Raumzeit. Die lateinischen Indices laufen von 1 bis 3, die griechischen von 0 bis 3 und es wird Einsteinsche Summenkonvention verwendet. Diese Lagrangedichte ist, bis auf totale Ableitungen, die die Bewegungsgleichungen nicht ändern, maximal in dem Sinne, dass ihr kein Term bestehend aus {\displaystyle W^{a},B} und {\displaystyle \psi } hinzugefügt werden kann, der die Eichinvarianz und Renormierbarkeit erhält. 

### Higgs-Mechanismus
Alle Teilchen der elektroschwachen Wechselwirkung sind masselos, da die Lagrangedichte insbesondere keine Masseterme enthält. In der Realität bricht der Higgs-Mechanismus die {\displaystyle SU(2)\times U(1)} spontan. Für ein skalares Feld {\displaystyle \phi } in der Lagrangedichte, das Higgs-Feld, ist ein Masseterm {\displaystyle \mu ^{2}\phi ^{\dagger }\phi } erlaubt. Die Lagrangedichte wird erweitert durch die Terme
{\displaystyle {\mathcal {L}}=\dots +(D_{L}^{\mu }\phi )^{\dagger }(D_{\mu ,L}\phi )+\mu ^{2}\phi ^{\dagger }\phi -\lambda (\phi ^{\dagger }\phi )^{2}+\dots },
wobei die ersten Auslassungszeichen die weiter oben bereits erwähnte Lagrangedichte umfassen und die zweiten Auslassungszeichen für Interaktionen des {\displaystyle \phi }-Feldes mit den Fermionen umfassen. Im Higgs-Mechanismus ist die Masse des {\displaystyle \phi }-Teilchens imaginär, das heißt {\displaystyle \mu ^{2}<0}. Dadurch liegt der Grundzustand des Higgs-Feldes nicht bei {\displaystyle \phi =0}, sondern bei {\displaystyle \phi ={\begin{pmatrix}0&{\tfrac {\mu ^{2}}{2\lambda }}\end{pmatrix}}^{\mathrm {T} }}; man sagt, das Feld {\displaystyle \phi } hat einen von null verschiedenen Vakuumerwartungswert. Um die physikalisch beobachtbaren Teilchen zu beschreiben, muss daher das Higgs-Feld um diesen Grundzustand herum entwickelt werden und nicht um das falsche Vakuum bei {\displaystyle \phi =0}. Da die Eichbosonen an das {\displaystyle \phi }-Feld koppeln, werden sie durch die spontane Symmetriebrechung beeinflusst. Mit der Abkürzung {\displaystyle v=\mu /{\sqrt {\lambda }}} gilt
{\displaystyle (D^{\mu }\phi )^{\dagger }(D_{\mu }\phi )={\frac {g^{2}v^{2}}{8}}\left[(W^{1\mu })^{2}+(W^{2\mu })^{2}+\left({\frac {g'}{g}}B^{\mu }-W^{3\mu }\right)^{2}\right]+\dots }

### Massen- und Ladungseigenzustände
Da Masse und elektrische Ladung zwei unabhängig messbare Größen sind, ist es möglich, einen Satz gemeinsamer Eigenzustände zu finden. Der Ladungsoperator der elektrischen Ladung ist 
{\displaystyle Q=T^{3}+Y={\begin{pmatrix}1&0\\0&0\end{pmatrix}},}
wobei {\displaystyle Y} so normiert wurde, dass das Higgs-Teilchen die schwache Hyperladung {\displaystyle Y_{h}=+{\tfrac {1}{2}}} hat und die Generatoren der {\displaystyle SU(2)} so, dass ihre Strukturkonstante gleich dem Levi-Civita-Symbol, {\displaystyle f^{abc}=\varepsilon ^{abc}}, ist. Da die Eichbosonen in der adjungierten Darstellung transformieren, muss also eine Linearkombination der Generatoren gefunden werden, für die 
{\displaystyle [Q,x]=qx}
gilt. 
Aus der Lagrangedichte ist offensichtlich, dass {\displaystyle W^{1}} und {\displaystyle W^{2}} bereits Masseneigenzustände sind. Weiterhin sind {\displaystyle [Q,T^{3}]W^{3}=0} und {\displaystyle [Q,Y]B=0}, sodass {\displaystyle W^{3}} und {\displaystyle B} bereits Ladungseigenzustände sind. Definiert man
{\displaystyle W^{\pm \mu }={\frac {1}{\sqrt {2}}}(W^{1\mu }\mp \mathrm {i} W^{2\mu })} nebst {\displaystyle T^{\pm }={\frac {1}{\sqrt {2}}}(T^{1}\pm \mathrm {i} T^{2})}
sowie 
{\displaystyle A^{\mu }={\frac {g'}{\sqrt {g^{2}+g'^{2}}}}W^{3\mu }+{\frac {g}{\sqrt {g^{2}+g'^{2}}}}B^{\mu }} nebst {\displaystyle Z^{\mu }={\frac {g}{\sqrt {g^{2}+g'^{2}}}}W^{3\mu }+{\frac {g'}{\sqrt {g^{2}+g'^{2}}}}B^{\mu },}
dann lautet die Lagrangedichte 
{\displaystyle {\mathcal {L}}={\frac {g^{2}v^{2}}{8}}\left[(W^{+\mu })^{2}+(W^{-\mu })^{2}+{\frac {g^{2}+g'^{2}}{g^{2}}}Z^{2}\right]+\dots }
Die Lagrangedichte ist also diagonal in allen vier Feldern {\displaystyle W^{\pm },Z,A}. Weiterhin gilt
{\displaystyle [Q,T^{\pm }W^{\pm }]=\pm T^{\pm }W^{\pm }.}

## Definition

Zusammenhang der verschiedenen Kopplungskonstanten und des elektroschwachen Mischungswinkels

Betrachtet man die Transformation zwischen den zwei Basen {\displaystyle W^{3},B} und {\displaystyle Z,A}, ist dies eine orthogonale Transformation, was als Drehung in zwei Dimensionen aufgefasst werden kann. In Matrixschreibweise ist
{\displaystyle {\begin{pmatrix}\cos \theta _{\text{W}}&\sin \theta _{\text{W}}\\-\sin \theta _{\text{W}}&\cos \theta _{\text{W}}\end{pmatrix}}{\begin{pmatrix}B\\W^{3}\end{pmatrix}}={\begin{pmatrix}A\\Z\end{pmatrix}}}
mit 
{\displaystyle \theta _{\mathrm {W} }=\arctan {\frac {g'}{g}}.}
Dieser Drehwinkel {\displaystyle \theta _{\mathrm {W} }} ist der Weinberg-Winkel. 

## Folgen der elektroschwachen Symmetriebrechung
Als Resultat der elektroschwachen Symmetriebrechung existieren
- zwei massive elektrisch geladene Bosonen, die {\displaystyle W^{\pm }},
- ein massives elektrisch neutrales  Boson, das {\displaystyle Z} und
- ein masseloses elektrisch neutrales Boson, das {\displaystyle A}.

Die kovarianten Ableitungen können als
{\displaystyle D_{L}^{\mu }=\partial ^{\mu }+\mathrm {i} {\frac {g}{\sqrt {2}}}(T^{+}W^{+\mu }+T^{-}W^{-\mu })+\mathrm {i} {\frac {g}{\cos \theta _{\mathrm {W} }}}Z^{\mu }(T^{3}-\sin ^{2}\theta _{\mathrm {W} }Q)+\mathrm {i} g\sin \theta _{\mathrm {W} }A^{\mu }Q} und {\displaystyle D_{R}^{\mu }=\partial ^{\mu }-\mathrm {i} {\frac {g\sin ^{2}\theta _{\mathrm {W} }}{\cos \theta _{\mathrm {W} }}}Z^{\mu }+\mathrm {i} g\sin \theta _{\mathrm {W} }A^{\mu }}
geschrieben werden. Damit das {\displaystyle A}-Boson als Photon identifiziert werden kann, muss 
{\displaystyle e=g\sin \theta _{\text{W}}}
definiert werden. Damit gilt ebenfalls
{\displaystyle e=g'\cos \theta _{\text{W}}.}
Die Theorie der elektroschwachen Symmetriebrechung sagt ebenfalls einen Unterschied in den Massen der {\displaystyle W}- und {\displaystyle Z}-Bosonen vorher. Das {\displaystyle Z} ist um einen Faktor {\displaystyle (\cos \theta _{\text{W}})^{-1}} schwerer als die {\displaystyle W^{\pm }}:
{\displaystyle m_{Z}={\frac {m_{W}}{\cos \theta _{\text{W}}}}}.
Die Schwäche der schwachen Wechselwirkung gegenüber der elektromagnetischen bei niedrigen Energien erklärt sich somit nicht – wie früher angenommen – über eine kleine Kopplungskonstante (e und g bzw. g' liegen jeweils in derselben Größenordnung). Sie stammt stattdessen aus dem Propagatorterm, in dessen Nenner die große Masse der W- bzw. Z-Bosonen quadratisch eingeht, während die Masse des Photons Null ist.

## Experimentelle Bestimmung
Der elektroschwache Mischungswinkel ist nicht direkt messbar, kann aber auf verschiedene Weise indirekt bestimmt werden. Da er in verschiedenen Zusammenhängen auftritt, ist die unabhängige Messung des Weinberg-Winkels ein wichtiger Präzisionstest für die Gültigkeit des Standardmodells.
Eine Möglichkeit ist beispielsweise, die Massen der W- und Z-Bosonen zu messen und daraus den Mischungswinkel zu berechnen. Präziser sind hingegen Streuexperimente, die sich die Mischung der Z-Bosonen und des Photons zunutze machen und die eine Asymmetrie im differentiellen Wirkungsquerschnitt messen.
Da die Kopplungskonstanten laufen, ist auch der Weinberg-Winkel abhängig von der betrachteten Energieskala. Des Weiteren ist aufgrund von Effekten höherer Ordnung in quantenfeldtheoretischer Störungstheorie der Weinberg-Winkel abhängig vom verwendeten Renormierungsschema.
Der aktuelle Wert für den effektiven Weinberg-Winkel beträgt nach der Particle Data Group im MS-bar-Schema
{\displaystyle \sin ^{2}\theta _{\text{W}}(m_{Z})=0{,}23129(4)}
und nach CODATA im On-shell-Schema
{\displaystyle \sin ^{2}\theta _{\text{W}}=0{,}22305(23)}.